# Zahnaltersschätzung
Die Zahnaltersschätzung ist eine Möglichkeit zur ungefähren Bestimmung des Alters von Pferden anhand typischer Veränderungen des Gebisses.

## Allgemeines
Die Zahnaltersbestimmung bei Pferden spielte in den vergangenen Jahrhunderten eine große Rolle beim Pferdehandel, da es für Arbeitstiere meist keine Abstammungsnachweise gab.
Bei Schenkungen war dagegen das Alter des Pferdes egal: „Einem geschenkten Gaul schaut man nicht ins Maul“. Ähnliche Sprichwörter gibt es in zahlreichen Sprachen (Spanisch: „A caballo regalado no se le miran los dientes“ – ...schaut man nicht auf die Zähne).
Auch heute ist die Zahnaltersbestimmung ein Grundbestandteil der tierärztlichen Ausbildung, denn sie ist relativ einfach und schnell durchzuführen und ein zusätzliches Identitätsmerkmal. Zum Aufbau des Gebisses beim Pferd siehe auch Zahnformel.
Eine Zahnaltersschätzung ist auch bei anderen Tieren möglich, u. a. beim Rind und anderen Wiederkäuern, beim Hund und bei der Katze.

## Geschichte
Die Methode der Zahnaltersschätzung wurde von Pessina von Czechorod gelehrt, der Ende des 18. Jahrhunderts an der Wiener Militärtierarzneischule unterrichtete. Mit Hilfe verlässlicher Kriterien konnte man nun Altersangaben der Vorbesitzer überprüfen.
Mit der Entwicklung dieser Methode der Altersschätzung fanden sich bald auch findige Fälscher („Rosstäuscher“), die versuchten, z. B. durch Einbrennen von Kunden (s. u.), Pferde wieder jünger aussehen zu lassen. Damit lassen sich allerdings nur weniger geübte Personen hinters Licht führen, denn erfahrene nutzen stets mehrere Kriterien.

## Kriterien

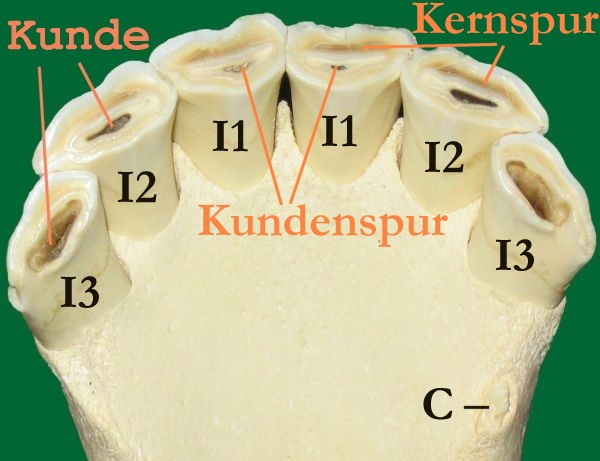
Schneidezähne des Unterkiefers eines Pferdes:
Die Kunde von I1 ist weitgehend abgerieben, Kernspur an I1 und I2 bereits sichtbar, etwa 6 Jahre alt. I1-I3 Schneidezähne, C Caninus (Hengstzahn).

Die Zahnaltersbestimmung basiert auf mehreren Kriterien:
- Durchbruch der Milchzähne
- Zahnwechsel bzw. Durchbruch der bleibenden Zähne
- Abnutzung der Kunden: als Kunden (Infundibulum dentis, auch Marke oder Bohne) bezeichnet man die becherartigen Schmelzeinstülpungen an den Schneidezähnen. Sie sind beim durchbrechenden Schneidezahn im Oberkiefer 12 mm, im Unterkiefer 6 mm tief und nutzen sich etwa 2 mm/Jahr ab. Dann bleibt nur noch ein kleines Pünktchen, die Kundenspur sichtbar.
- Pulpahöhle: Mit der Abnutzung wird allmählich die mit Sekundärdentin aufgefüllte Pulpahöhle als bräunlicher Strich, sog. Zahnsternchen oder Kernspur, lippenwärts der Kundenspur sichtbar.
- Form der Kaufläche der Schneidezähne: Durch die Abnutzung der Schneidezähne werden diese immer weiter aus ihrem Zahnfach herausgeschoben. Da der Schneidezahn wurzelwärts seine geometrische Gestalt verändert, verändert sich auch die Form der Okklusionsfläche. Sie ist zunächst queroval, wird dann rundlich, später dreieckig und zum Schluss längsoval.
- Einbiss und Einschliff: Durch die nicht mehr 100%ige Deckung mit dem Herausschieben der I3 (3. Schneidezahn) von Oberkiefer und Unterkiefer kommt es zu einem ungleichmäßigen Abrieb, am Unterkiefer als Einbiss bezeichnet, die Kerbe am Oberkiefer-I3 als Einschliff.
- Winkel der Ober- und Unterkieferzähne zueinander: Während die Schneidezähne bei Betrachtung von der Seite zunächst senkrecht zueinander stehen (Zangengebiss), wird der Winkel durch den unterschiedlichen Krümmungsradius zur Wurzel hin mit dem Herausschieben immer spitzer (Winkelgebiss).

Allgemein gilt, dass die Schätzung mit fortschreitendem Alter immer ungenauer wird, aber auch bei jüngeren Pferden kann man sich durchaus um ein Jahr oder mehr verschätzen, da der Zahnabrieb vom Futter abhängig ist und auch individuell variiert.

## Zeittabelle
| Alter         | Kriterium | Bild |
| 1 Woche       | innerer Milchschneidezahn (i1, Zange) bricht durch |      |
| 1 Monat       | mittlerer Milchschneidezahn (i2) bricht durch |      |
| 5–9 Monate    | Milcheckschneidezahn (i3) bricht durch Milchgebiss nun vollständig erster Molar (M1) bricht durch                                                                      |      |
| 2½ Jahre      | Zange (I1) wechselt, mit etwa 3 Jahren steht sie voll in Reibung zweiter und dritter Prämolar (P2, P3) wechseln M2 bricht durch                                        |      |
| 3½ Jahre      | Mittelschneidezahn (I2) und P4 wechseln M3 bricht durch |      |
| 4½ Jahre      | Eckschneidezahn (I3) wechselt bleibender Hakenzahn (C) bricht durch (meist nur beim Hengst)                                                                            |      |
| 6 Jahre       | Kunde in I1 des Unterkiefers abgerieben |      |
| 7 Jahre       | Kunde in I2 des Unterkiefers abgerieben |      |
| 8 Jahre       | Kunde in I3 des Unterkiefers abgerieben |      |
| 9 Jahre       | Kunde in I1 des Oberkiefers abgerieben Einschliff in I3 des Oberkiefers erscheint                                                                                      |      |
| 10 Jahre      | Kunde in I2 des Oberkiefers abgerieben Kaufläche von I1 im Unterkiefer wird rundlich Ober- und Unterkieferzähne stehen allmählich schräg zueinander                    |      |
| 11 Jahre      | Kunde in I3 des Oberkiefers abgerieben Einbiss kann erscheinen |      |
| 16–20 Jahre   | Kauflächen von I1-I3 im Unterkiefer werden dreieckig Ober- und Unterkieferzähne stehen spitzwinklig zueinander mit etwa 18 Jahren entsteht erneut ein Einschliff an I3 |      |
| über 25 Jahre | Kauflächen von I1-I3 werden längsoval |      |